# Ghiacciaio Worthington
Il ghiacciaio Worthington è un ghiacciaio situato nel sud dell'Alaska a circa 46 km da Valdez.

## Descrizione e dati fisici
Il ghiacciaio si trova nei pressi del Passo Thompson lungo l'Autostrada Richardson. Dista, lungo il percorso dell'autostrada, 141 km dalla cittadina di Glennallen e 46 km da Valdez. Il ghiacciaio si trova all'interno del "Worthington Glacier State Recreation Site", un parco di 46 km², gestito direttamente dallo Stato dell'Alaska. È considerato il ghiacciaio dell'Alaska più accessibile da un'autostrada asfaltata. Negli ultimi 150 anni si è ritirato molto, ma grazie alle abbondanti nevicate della zona, meno di tanti altri ghiacciai.

## Altre notizie
Il ghiacciaio è stato elencato come monumento naturale nazionale (National Natural Landmark) nel 1968.
Il nome del ghiacciaio è un nome locale riportato da F.C. Schrader in una pubblicazione del 1900 del "United States Geological Survey".

## Alcune immagini del ghiacciaio

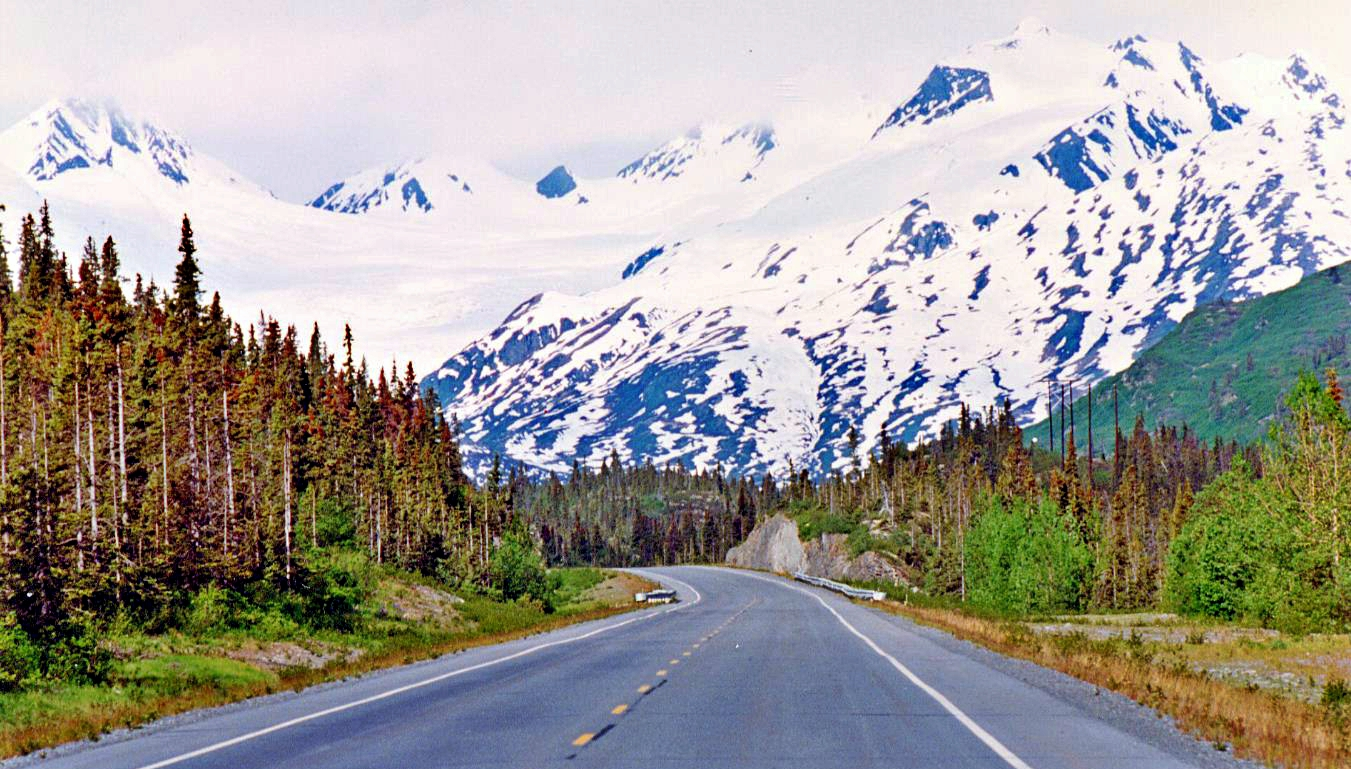
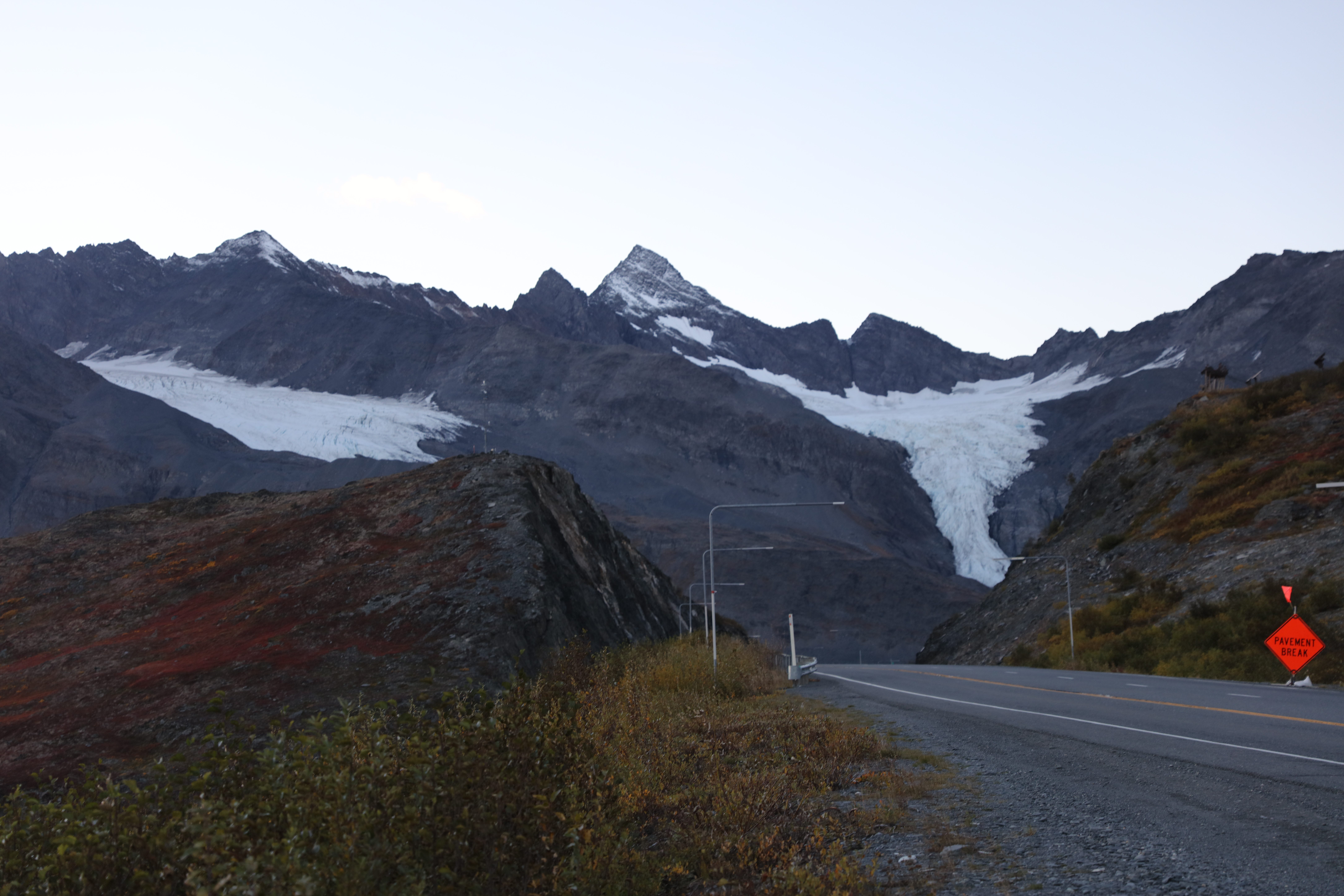
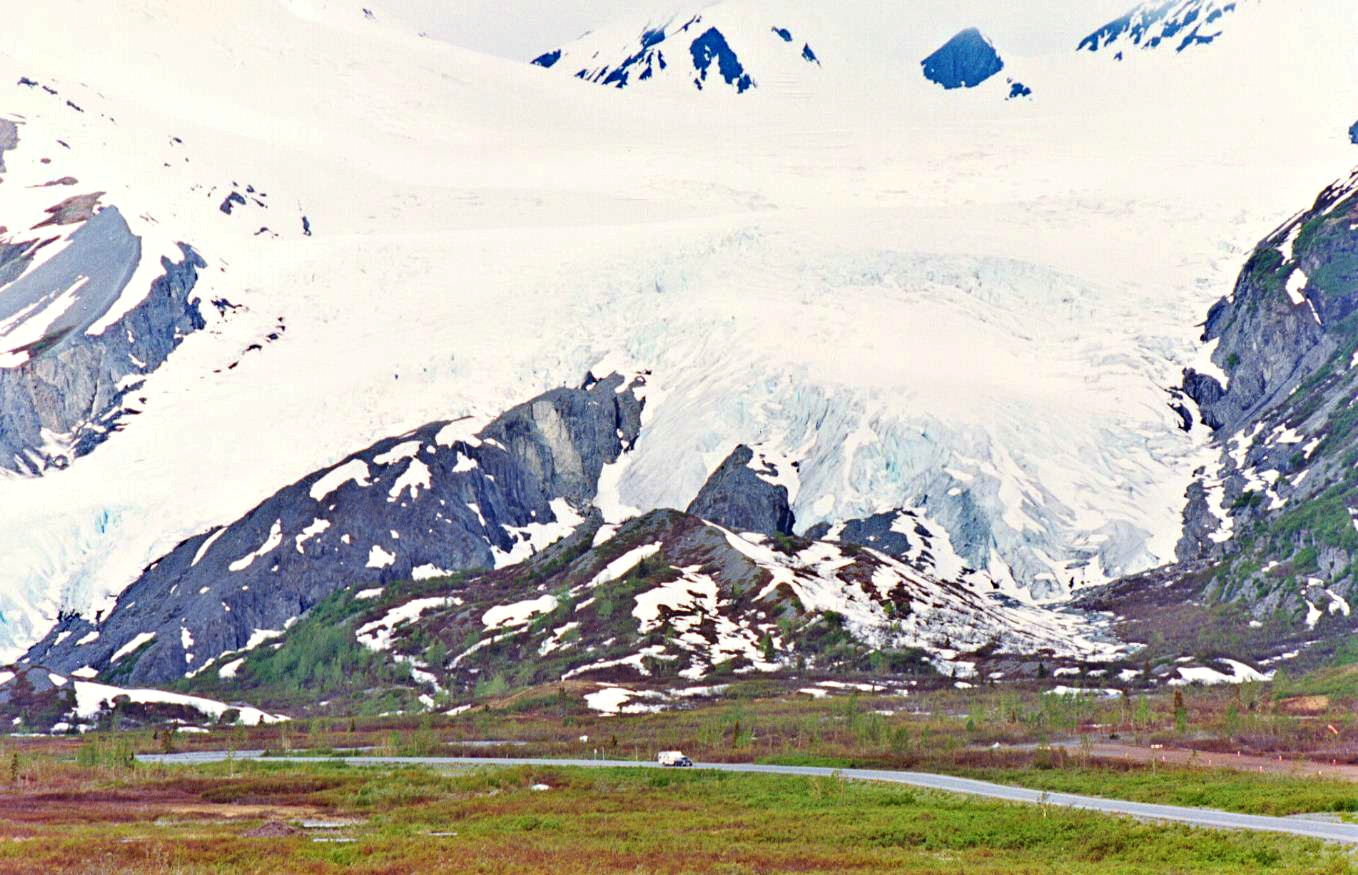
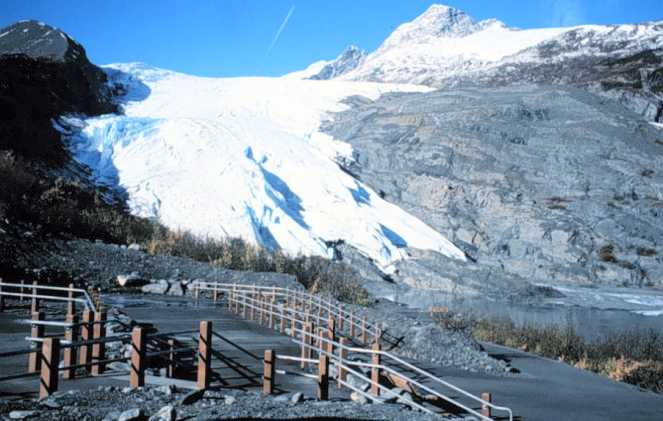